# Carlos Enrique Trinidad Gómez
Carlos Enrique Trinidad Gómez (ur. 18 marca 1955 w mieście Gwatemala, zm. 9 maja 2018 w Quetzaltenango) – gwatemalski duchowny rzymskokatolicki, w latach 2015-2018 biskup San Marcos.

## Życiorys
Święcenia kapłańskie przyjął 22 grudnia 1984 i został inkardynowany do archidiecezji Santiago de Guatemala. Pracował głównie jako duszpasterz parafialny, był także m.in. ekonomem i rektorem stołecznego seminarium, delegatem biskupim dla nadzwyczajnych szafarzy Komunii Świętej oraz wikariuszem biskupim dla południowej części archidiecezji.
4 listopada 2014 otrzymał nominację na biskupa San Marcos. Sakry biskupiej udzielił mu 31 stycznia 2015 abp Nicolas Thévenin.
Zmarł w szpitalu w Quetzaltenango 9 maja 2018.